# Эффект Силарда — Чалмерса
Эффект Силарда — Чалмерса — явление, состоящее в том, что при облучении химического соединения нейтронами или γ-квантами в результате того, что образующиеся радиоактивные ядра приобретают значительную энергию, происходит разрушение химической связи, что позволяет выделить радиоактивные атомы.
Эффект обнаружен в 1934 году Лео Силардом и Т. А. Чалмерсом (англ. Thomas А. Chalmers) в Великобритании при выделении радиоактивного изотопа иода 128I из облученного нейтронами соединения C2H5I. Этот эффект лежит в основе методов выделения радиоактивных нуклидов, образующихся при ядерной реакции (n, у).